# Елисавета Андонова
Елисавета Андонова, по-известна като Айя (Aiya), е българска поп певица.

## Биография и творчество
Елисавета Андонова е родена на 7 март 1986 г. във Варна. Завършва варненската Хуманитарна гимназия „Константин Преславски“, след което продължава образованието си в Испания.
Музикалната ѝ кариера започва като вокалистка на българската група Deep Zone Prodject. Заедно с Deep Zone Айя записва някои от най-емблематичните песни на бандата като „Влизам в теб“, „My love“ и „Желая“.
Вокалистка е също така и на „STAGE CLUB BIG BAND“.
Съвместно с Deep Zone през 2005 г. с песента „My love“ участва в първия конкурс за избор на българска песен за песенния конкурс Евровизия.
След леко затишие, през 2010 се завръща на българската сцена, като заедно с DJ Rossko записва няколко парчета, сред които са „Ти си“ и „Без теб“. Също с DJ Rossko реализира и проект, в рамките на който на живо в клубовете на страната бяха представени ремикси на известни парчета.